# Com'è bello far l'amore
Com'è bello far l'amore è un film italiano del 2012 diretto da Fausto Brizzi. È stato girato con la tecnologia 3D ed è uscito in sala in doppia versione 2D e 3D.

## Trama
Andrea e Giulia sono una solida coppia di quarantenni, con un figlio adorabile, una bella casa e una tranquilla vita coniugale. Come molte coppie della loro età con figli ormai grandi, non hanno praticamente più rapporti sessuali. Ma nella loro vita tutto cambia il giorno in cui in casa piomba Max Lamberti, un vecchio e caro amico di Giulia, di professione pornodivo. Max stravolge subito i ritmi sonnacchiosi della casa, diventando una sorta di consigliere personale di Giulia nel tentativo disperato di rivitalizzare il suo matrimonio con Andrea.

## Produzione
Le riprese del film sono state effettuate a Roma tra luglio e agosto 2011, per 8 settimane.
Costato 6 milioni di euro, ne ha incassati poco più di 6,1 milioni.

## Colonna sonora
La canzone originale del film, dal titolo omonimo, è stata scritta da Fausto Brizzi, Marco Adami e Bruno Zambrini ed interpretata da Patty Pravo.
Nel film inoltre sono presenti, sui titoli di testa la hit di Raffaella Carrà, Tanti auguri, e Reality di Richard Sanderson, colonna sonora de Il tempo delle mele. 

## Riconoscimenti
- 2012 - Nastro d'argento
  - Nomination Migliore attrice protagonista a Claudia Gerini
- 2012 - Premio Flaiano
  - Miglior attrice a Claudia Gerini
- 2012 - Festival La Primavera del Cinema Italiano
  - Attrice dell'anno a Claudia Gerini

## Cameo
Nel film interpretano piccoli ruoli alcuni noti attori o personaggi. Tra gli altri Margherita Buy, Franco Trentalance,  Lillo nel ruolo del farmacista, il sessuologo Marco Rossi, Enzo Salvi e le sorelle gemelle Laura e Silvia Squizzato.